# Telemark
Telemark (em norueguês: Telemark; PRONÚNCIA) ou Telemarca (em latim: Telemarchia) é um dos 15 condados da Noruega. Tem uma área de 13 854 km² de área e uma população de 177 800 habitantes (2025). Faz fronteira a norte com os condados de Vestland e Buskerud, a leste com Vestfold, a sul com Agder e a oeste com Rogaland. A capital é Skien.

Fica situado no sudoeste do país, nas margens do Escagerraque. O terreno é montanhoso a oeste e é sulcado por váriso lagos de origem glaciar. As principais atividades económicas são a pesca e a sivilcultura, além da exploração mineira (cobre, ferro, molibdénio).
De referir que foi neste condado que tiveram lugar as primeiras corridas de esqui de longa distância, no século XVI. Outras cidades importantes deste condado são Porsgrunn e Kragerö.
Foi neste condado que, durante a ocupação nazi da Noruega na Segunda Guerra Mundial, os aliados destruiram uma fábrica de água pesada que se destinava à construção da bomba atómica. Este episódio é retratado no filme "The heroes of Telemark" de 1965 com Kirk Douglas e Richard Harris nos papéis principais. Vários críticos e historiadores afirmam que existem algumas diferenças no filme do que aconteceu na realidade.
Em 2020, foi integrado no novo condado de Vestfold og Telemark, criado pela fusão dos antigos condados de Telemark, e Vestfold.
Em 1 de janeiro de 2024, o condado de Vestfold og Telemark foi dissolvido, e Telemark e Vestfold passaram a ser condados próprios.

## Comunas
- Bamble
- Bø i Telemark
- Drangedal
- Fyresdal
- Hjartdal
- Kragerø
- Kviteseid
- Nissedal
- Nome
- Notodden
- Porsgrunn
- Sauherad
- Seljord
- Siljan
- Skien
- Tinn
- Tokke
- Vinje